# 托纳卡特库特利

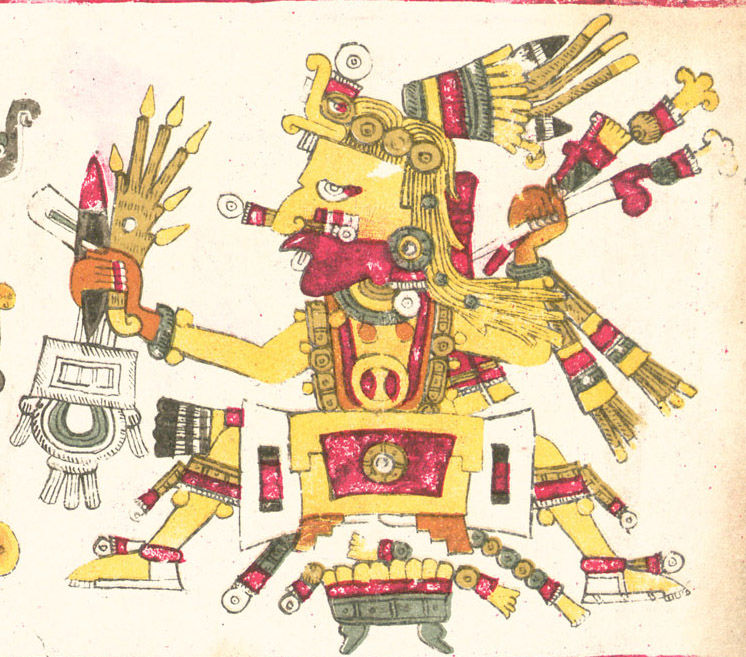
托纳卡特库特利

托纳卡特库特利是阿兹特克神话中掌管生育、创造的神袛。他亦是丰收之神，并使地球宜居。大多数殖民时期的手稿表示他与奥梅特奥特尔为同一神。其伴侣为托纳卡西瓦特尔。

## 名称
其名由纳瓦特尔语中的tōnacā和tēcuhtli二词组成。其中“tēcuhtli”意为“主宰者”，而“tōnacā”解释众多：部分人将其读作“tonacā”（无长音o），由“nacatl”（意为“人肉”或者“食物”）与“to”（“我们”的所有格）组成，依此解释之，其意即为“食物之主”或者“肉体之主”，其中最常见的解释为“营养之主”。另外，“tōnac”意为“丰收”，故其亦被视为“丰收之主”。

## 起源与角色
托纳卡特库特利是中部美洲宗教中墨西哥中心文化的创造神。据里奥斯手抄本、墨西哥人绘画历史、《墨西哥历史》（Histoyre du Mechique）以及佛罗伦萨手抄本记载，托纳卡特库特利与其伴侣托纳卡西瓦特尔一同居住在托纳卡特库特利伊钱（即第十三重天，人类的灵魂从此地降临到地球上；其名“Tōnacātēuctli īchān”意为“丰收之主的府邸”）。托纳卡特库特利亦与生育有关，其形象出现在前哥伦布时期一些有关生殖的艺术作品中。据佛罗伦萨手抄本的记载，阿兹特克的接生人员会在新生儿洗浴过后告诉他们：“你创生于九重天之上的第十三重天（place of duality），由你的父亲和母亲——奥梅特库特利（Ōmetēuctli）与奥梅西瓦特尔（Ōmecihuātl）塑造”。
在阿兹特克历法中，托纳卡特库特利掌管着第一西帕克特利月（1 Cipactli，即第一个月）。
在奇马尔波波卡手抄本中，奥梅特库特利（Ōmetēuctli）与奥梅西瓦特尔（Ōmecihuātl）常在祭祀中向克特萨尔科瓦特尔（即羽蛇神）祷告。